# Hrabstwo Gillespie

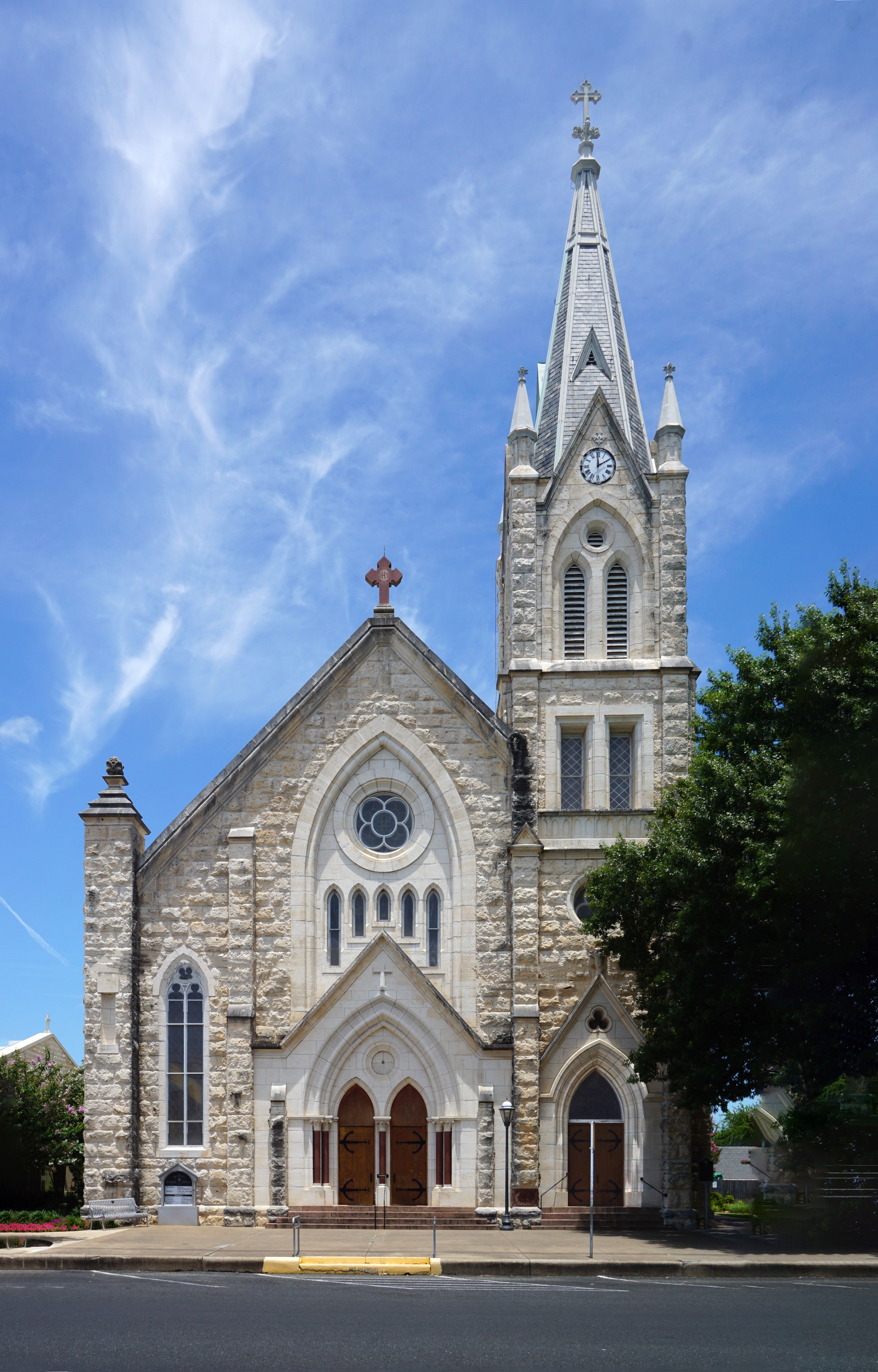
Kościół katolicki pw. św. Marii (Fredericksburg)

Hrabstwo Gillespie – hrabstwo położone w USA, w środkowym Teksasie. Utworzone w 1848 r. Posiada najwyższy odsetek osób pochodzenia niemieckiego w Teksasie. Siedzibą hrabstwa jest miasto Fredericksburg. Hrabstwo przecina rzeka Pedernales.

## Gospodarka
Gospodarka hrabstwa opiera się na turystyce i rolnictwie. 78% areału gospodarstw zajmują pastwiska, a największy dochód generuje hodowla bydła. Hrabstwo jest wiodącym hodowcą owiec i kóz (11. miejsce w stanie) w kraju. Wysoko rozwinięte sadownictwo (6. miejsce w stanie), w tym drzewka brzoskwiń, orzechów pekan i winogrona. Ponadto występują hodowle koni, trzody chlewnej, zwierząt egzotycznych, rozległe uprawy warzyw i przemysł mleczarski.

## Miasto
- Fredericksburg

## CDP
- Harper
- Stonewall

## Sąsiednie hrabstwa
- Hrabstwo Mason – północny zachód
- Hrabstwo Llano – północny wschód
- Hrabstwo Blanco – wschód
- Hrabstwo Kendall – południe
- Hrabstwo Kerr – południowy zachód
- Hrabstwo Kimble – zachód

## Demografia
Według danych pięcioletnich z 2022 roku, 85,5% mieszkańców stanowili biali (72,5% nie licząc Latynosów), 24,4% to Latynosi, 6,7% było rasy mieszanej, 1,4% to rdzenna ludność Ameryki, 0,22% czarni lub Afroamerykanie i 0,3% deklarowało pochodzenie azjatyckie.
Do największych grup należały osoby pochodzenia: niemieckiego (31,4%), meksykańskiego (22,6%), angielskiego (16,3%), irlandzkiego (9,4%), szkockiego lub szkocko–irlandzkiego (5,9%) i „amerykańskiego” (3,6%).

## Religia
Członkostwo w 2020 roku: 
- katolicy – 41,8%
- protestanci – ok. 40% (gł. ewangelikalni bezdenominacyjni – 15,6%, luteranie – ok. 12%, baptyści – 4,6% i metodyści – 3,2%)
- świadkowie Jehowy – 1,8%
- mormoni – 1,2%.

## Galeria

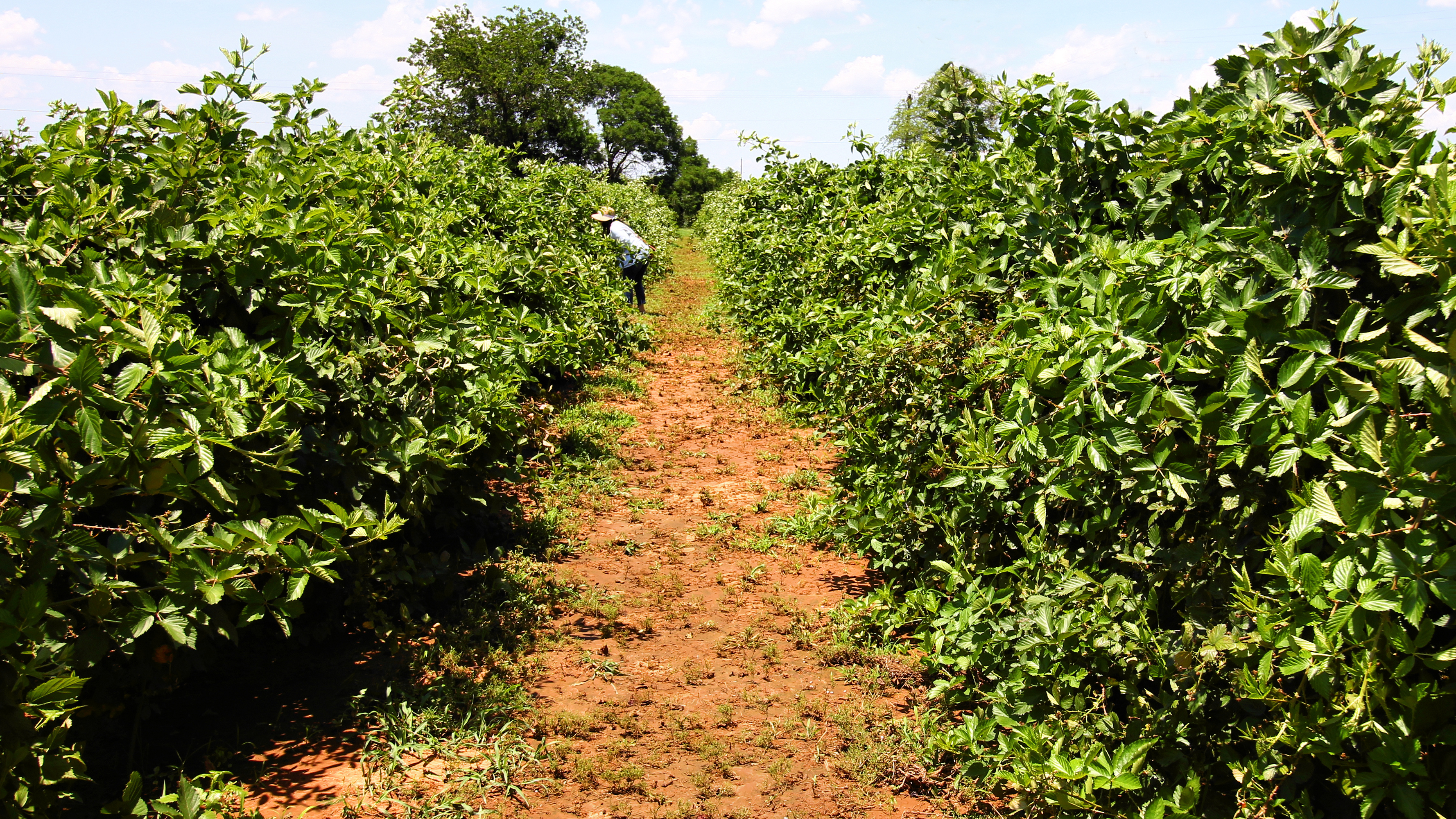
Sad jeżyn
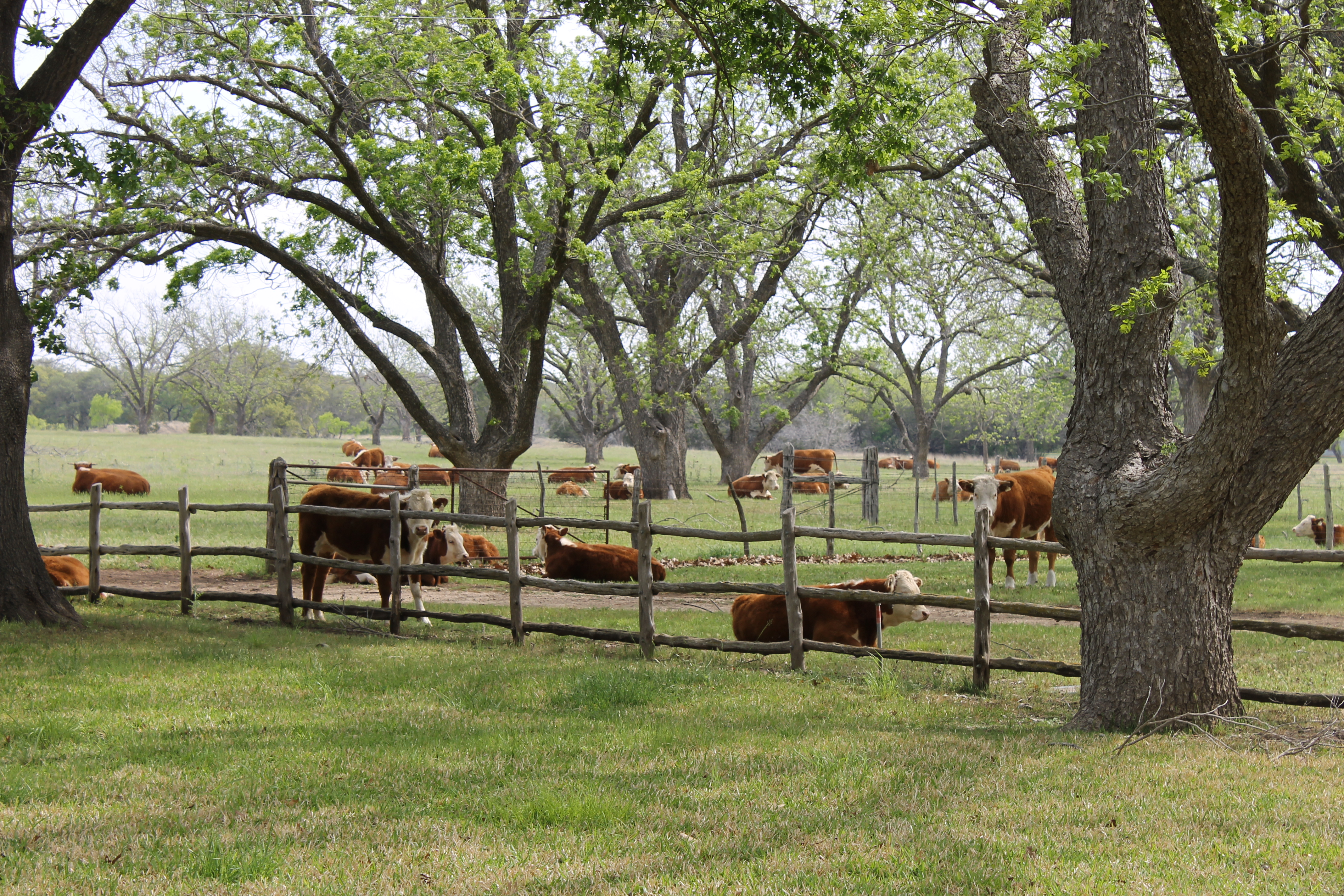
Wypas bydła
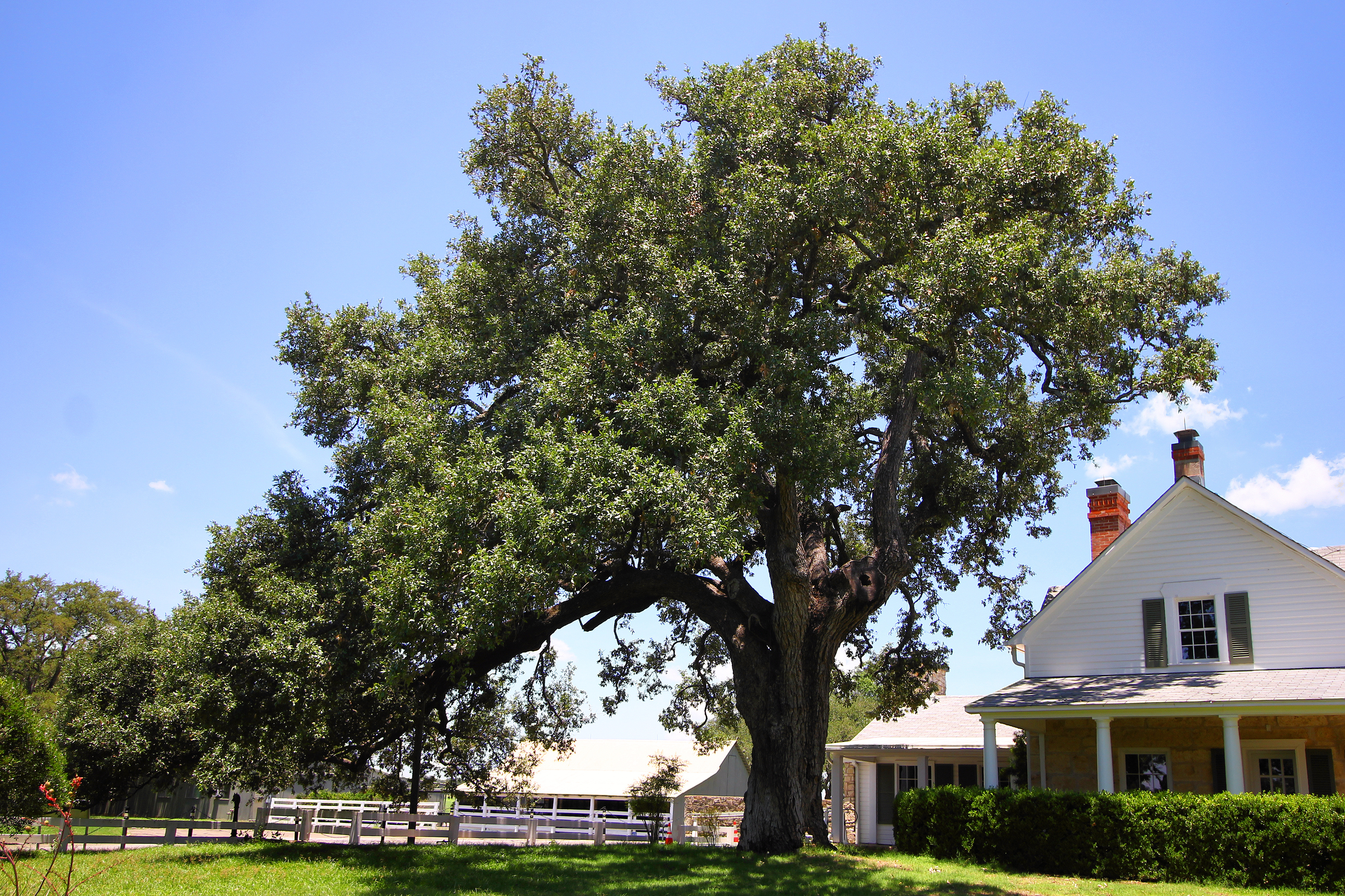
LBJ Ranch
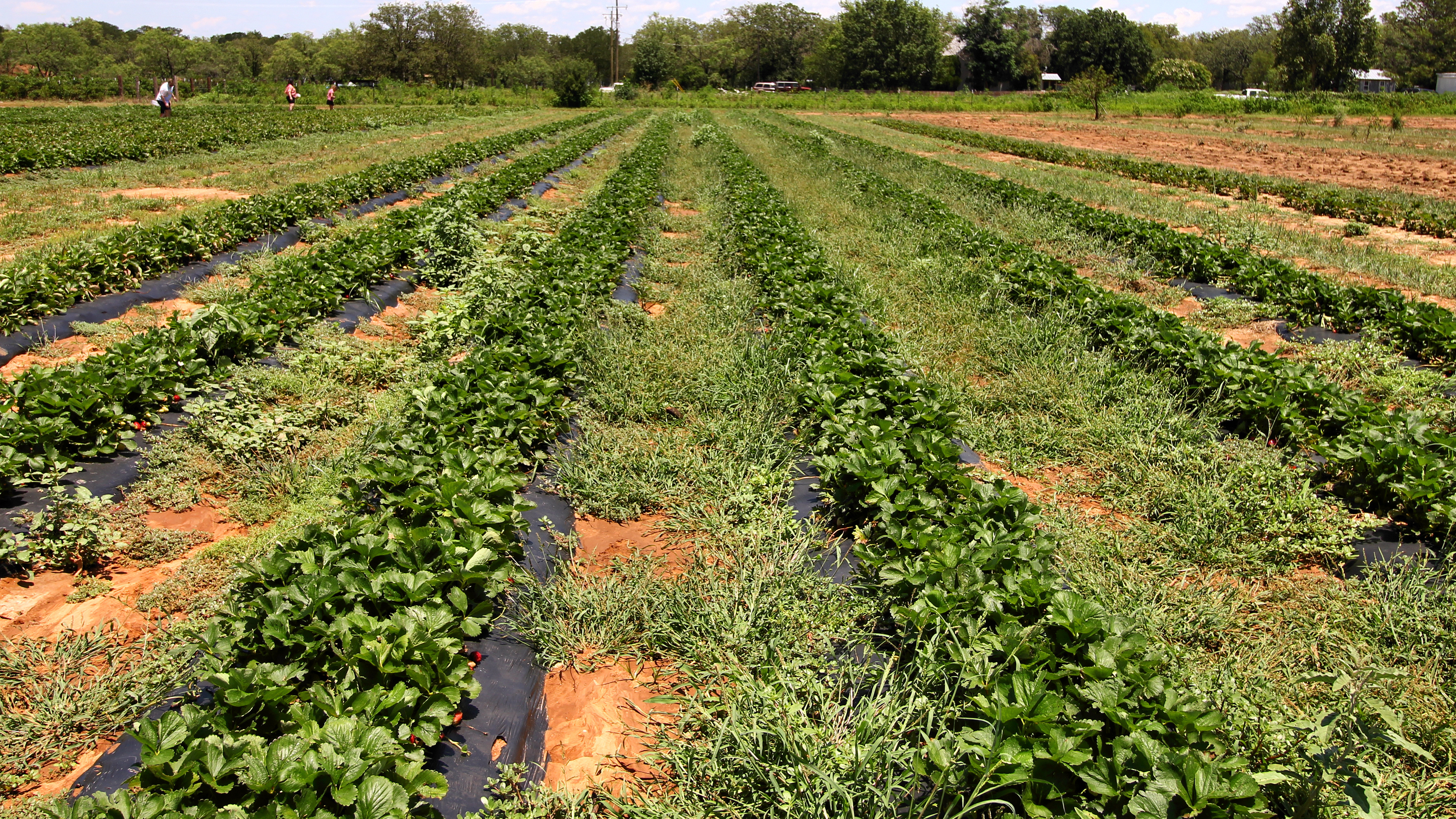
Zbiory truskawek
Pola uprawne w okolicach Frederciksburga
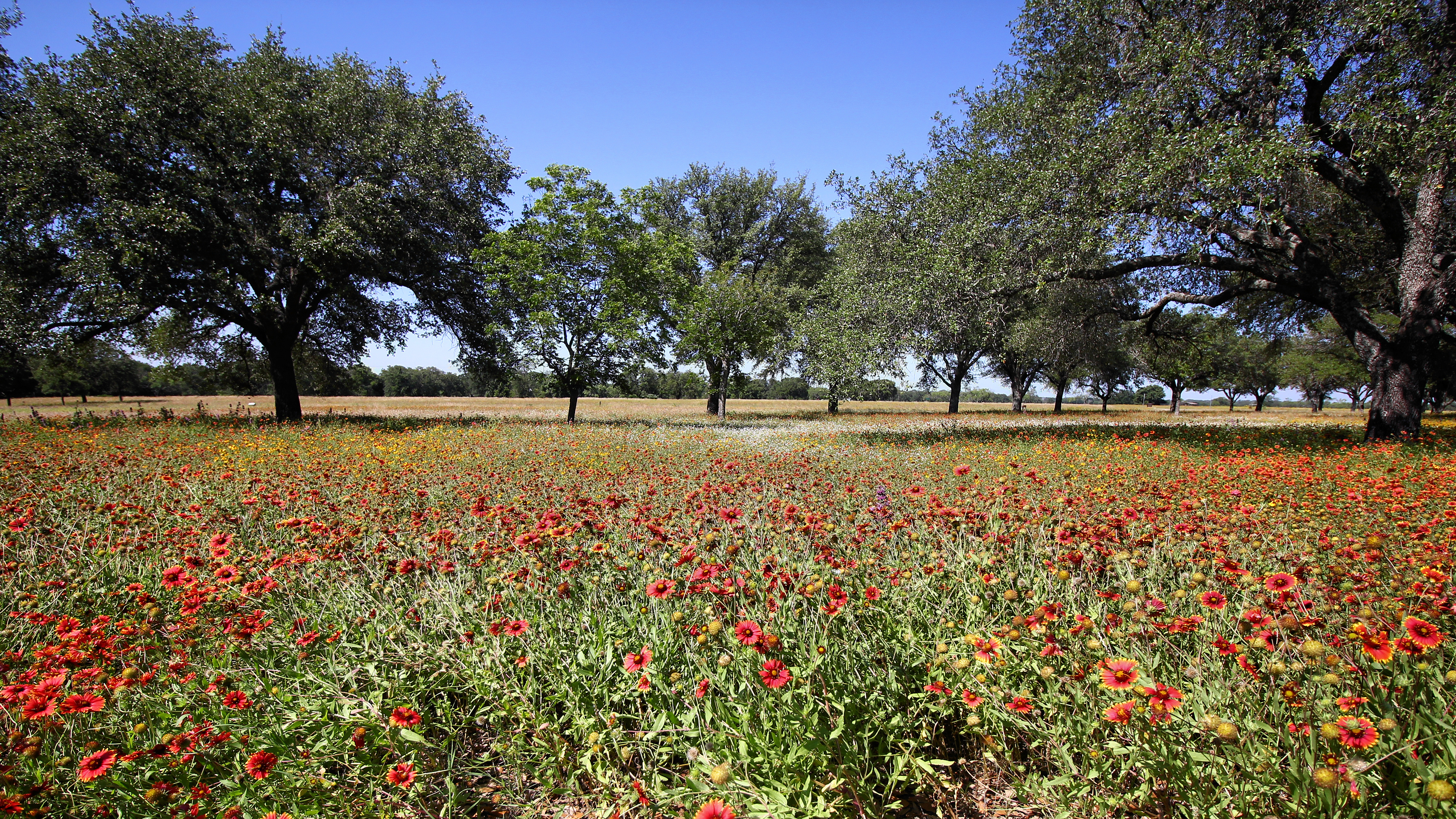
Krajobraz w parku stanowym
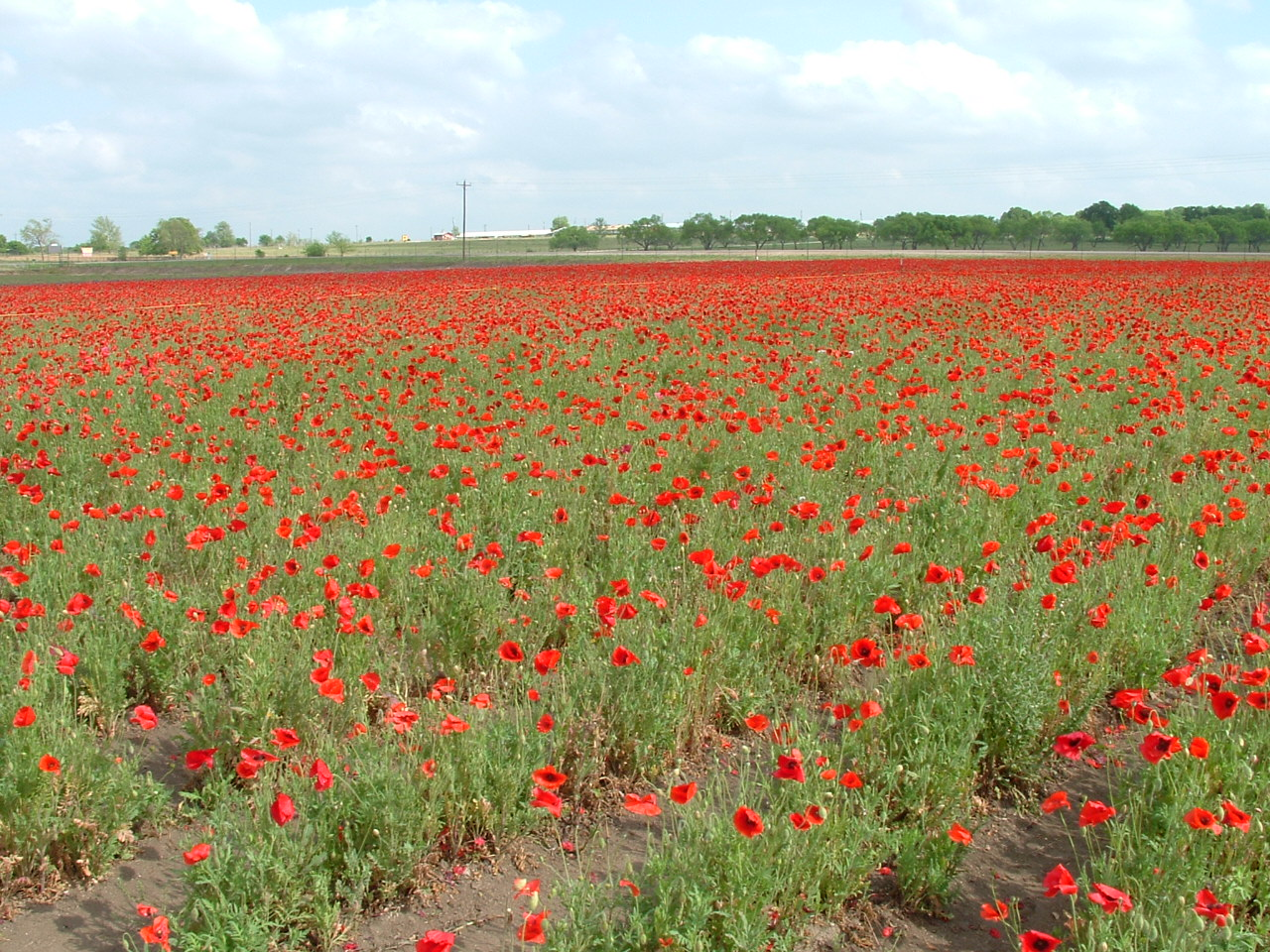
Pole maków niedaleko Fredericksburga